# Grevskabet Laurvig
Grevskabet Laurvig (Larvik i Norge) blev oprettet 29. september 1671 af Frederik III's uægte søn Ulrik Frederik Gyldenløve for ham og hans efterkommere, både mandlige og kvindelige, efter en nærmere bestemt arvefølge. Ved patent af 11. februar 1692 blev arvefølge dog ændret, således at det alene var Gyldenløves sønner og deres mandlige afkom, som kunne arve. Grevskabet omfattede de nuværende Larvik, Sandefjord og Tjøme kommuner, samt dele af Andebu.
Laurvig skulle være det førende grevskab i Danmark-Norge: ”hvilket Grevskab skal for vores Rigers første Grevskab herefter holdes og agtes skal.”  Grevskabets godsgrundlag var det tidligere Brunla len og slægten Langes jordegodssamling. Det omfattede også købstæderne Larvik og  Sandefjord, og betydelig industri: Fritzøe jernværk og Fritzøe savværk.
Ulrik Frederik Gyldenløve, gift med Antonia Augusta, grevinde af Altenburg, afgik ved døden 1704. Efter ham tilfaldt grevskabet hans søn, grev Ferdinand Anton Danneskiold-Laurvig (1688-1754), og efter denne hans søn Frederik Ludvig Danneskiold-Laurvig (1723-1783). Med ham uddøde Gyldenløves mandlige efterkommere.
Der opstod nu en langvarig retssag om arveretten til grevskabet, hvor en række efterkommere af kvindelige efterkommere til Gyldenløve ønskede at overtage grevskabet. 
Ved højesteretsdom af 1785 tilfaldt grevskabet kammerherre, generalmajor Christian lensgreve Ahlefeldt til Grevskabet Langeland (1732-1791), som var sønnesøn af en af Gyldenløves døtre. 
Hans søn, Frederik lensgreve Ahlefeldt-Laurvig, kaldet "Generalen", solgte dog allerede den 25. Juni 1805 grevskabet Laurvig med Fritzø Jernværk til kongen. Slægten fortsatte dog med at anvende navnet Ahlefeldt-Laurvig eller Ahlefeldt-Laurvigen. Kongen solgte det i 1814 ophævede grevskab igen ved kgl. resolution af 26. august 1817.
59°4′N 10°4′Ø / 59.067°N 10.067°Ø